# Epixerus
O Epixerus ebii é um esquilo de hábitos principalmente arbóreos e é monotípico de seu gênero Epixerus.

## Distribuição e habitat
A espécie é encontrada na vegetação mais baixa na floresta densa, favorecendo áreas de palmeiras Rafia (alimentando-se de frutos destas árvores). Provavelmente não se adapta bem às paisagens modificadas pelo ser humano e não foi registrado em formações florestais secundárias.

## Comportamento
Os animais são geralmente solitários e arborícolas, mas, possivelmente, pelo menos em parte, terrestre.

## Descrição
Cabeça, bochechas, orelhas e os quatro membros de um vermelho-fogo ferrugem, pescoço, costas e os lados finamente listrados de amarelo e preto. A parte interna dos membros e abaixo do corpo tem um claro avermelhado. A primeira metade do lado de baixo da cauda é anelada com tiras de igual largura, preto e branco; ao seu final há uma faixa preta grande e sua ponta é branca; a extremidade final da cauda é vermelha e tem uma faixa preta em torno desta cor e o resto é branco. Total de comprimento de 21 a 22 polegadas (53,3 a 56 cm), dos quais entre 11 e 12(28 a 30,5 cm) é a cauda.